# 阿爾戈爾級車輛運輸艦
阿爾戈爾級車輛運輸艦或稱為快速海運艦(Fast Sealift Ships ,FSS)及SL-7，是一款服役於美國海軍的車輛運輸艦，同時也是目前仍在運行中最快的傳統蒸汽動力貨輪。

## 發展
阿爾戈爾級最初為西蘭海運公司於1972年至73年間訂購的快速貨輪，然而因為運營成本過高而負擔不起，最終於1981年至1982年間將該級共8艘全數出售給美國海軍，並於1986年之前完成改裝。改裝內容除軍事化改裝外，還加設了四座起重機以及滾裝能力，並對貨倉重新設計，達到最佳動線化設計。改裝後的SL-7交付給美國軍事海運司令部使用，並改名成阿爾戈爾級車輛運輸艦，其名取自恆星大陵五。
阿爾戈爾級首次參戰為波斯灣戰爭，負責美國與沙烏地阿拉伯之間達13%的物資運補。此外，還參加了恢复希望行动、聯合監護行動、持久自由行動及伊拉克戰爭。然而，由於該級艦艇過高的營運成本，在沒有任務時，該艦通常則愛最低使用限度（Reduced Operating Status, ROS），最初為ROS-3（96 小時內啟動），後來改為ROS-5（120 小時內啟動）。
2007年10月1日，美國海事管理局接收並負責該級的運營。2008年10月1日，八艘全部阿爾戈爾級轉入後備艦隊，並取消USNS（美國海軍艦隊支援艦）前綴，改以SS（商船）標識，象徵其不再隸屬美國海軍。
自2024年2月起，美國海事管理局開始將「阿爾戈爾級」艦艇從母港整合至位於德克薩斯州博蒙特的博蒙特後備艦隊，以準備將其移出後備艦隊，並逐步開始退役以及處理該級船隻的後續。

## 同級艦
| 艦名           | 舷號      | 造船廠         | 下水       | 服役（軍用） | 成為民船   | 退役           | 結局                              |
| -------------- | --------- | -------------- | ---------- | ------------ | ---------- | -------------- | --------------------------------- |
| 阿爾戈爾號     | T-AKR 287 | 鹿特丹船塢公司 | 1972-09-01 | 1981年10月   | 2007-10-01 | 尚未           | 編列於後備艦隊，能在120小時內啟動 |
| 貝拉特里克斯號 | T-AKR 288 | 鹿特丹船塢公司 | 1973-02-01 | 1981-10-13   | 2007-10-01 | 尚未           | 編列於後備艦隊                    |
| 德涅波拉號     | T-AKR 289 | 鹿特丹船塢公司 | 1973-01-11 | 1981-10-27   | 2007-10-01 | 尚未           | 編列於後備艦隊                    |
| 波魯克斯號     | T-AKR 290 | 威悉股份公司   | 1973-05-01 | 1981-11-16   | 2007-10-01 | 2025年第四季度 | 預備報廢拆解                      |
| 阿爾泰爾號     | T-AKR 291 | Nordseewerke   | 1973-04-01 | 1982-01-05   | 2007-10-01 | 尚未           | 編列於後備艦隊                    |
| 雷古勒斯號     | T-AKR 292 | 威悉股份公司   | 1973-12-01 | 1981-10-27   | 2007-10-01 | 尚未           | 編列於後備艦隊                    |
| 卡佩拉號       | T-AKR 293 | 鹿特丹船塢公司 | 1972-12-01 | 1982-04-16   | 2007-10-01 | 尚未           | 編列於後備艦隊                    |
| 安塔瑞斯號     | T-AKR 294 | 威悉股份公司   | 1972-05-01 | 1982-04-16   | 2007-10-01 | 2025年第四季度 | 預備報廢拆解                      |

## 補充
1. ↑  雖然MV Mærsk Boston更快，可達37節（69每小時），然而因為該類型艦艇運行成本太高，所以大都處於封存狀態。
2. ↑  取自大陵五
3. ↑  取自參宿五
4. ↑  取自五帝座一
5. ↑  取自北河三
6. ↑  取自河鼓二
7. ↑  取自軒轅十四
8. ↑  取自五車二
9. ↑  取自心宿二

## 外部連結
- United States Navy Fact File: Fast Sealift Ships – T-AKR
- Naval Vessel Register: Fast Sealift – Support (FSS), Specialized
- Globalsecurity.org
- Military Sealift Command fact sheet 的存檔，存档日期7 December 2008.
- https://www.maritime.dot.gov/national-defense-reserve-fleet/inventory-archive